# محمد سریر (کشتی‌گیر)
محمد سریر (عربی: محمد سرير؛ زادهٔ ۶ دسامبر ۱۹۸۴) کشتی‌گیر اهل الجزایر است.
وی در بازی‌های المپیک تابستانی ۲۰۰۸ و ۲۰۱۲ شرکت کرده است.